# Objaw Levine’a
Objaw Levine’a (ang. Levine's sign) – objaw występujący u chorych po zawale mięśnia sercowego lub z niestabilną dusznicą bolesną, polegający na wskazywaniu mostka zaciśniętą pięścią podczas opisywania lokalizacji bólu. Opisany przez Sama Levine’a.